# La Robe, et l'effet qu'elle produit sur les femmes qui la portent et les hommes qui la regardent
« La Robe » redirige ici. Pour les autres significations, voir Robe.
Pour plus de détails, voir Fiche technique et Distribution.
La Robe, et l'effet qu'elle produit sur les femmes qui la portent et les hommes qui la regardent (De jurk) est un film néerlandais réalisé par Alex van Warmerdam, sorti en 1996.

## Synopsis
Une robe, de sa conception à sa destruction, sera le catalyseur de divers événements de par les femmes successives qui la porteront, et des hommes qui croiseront leurs propriétaires.  

## Fiche technique
- Titre français : La Robe, et l'effet qu'elle produit sur les femmes qui la portent et les hommes qui la regardent
- Titre original : De jurk
- Réalisation et scénario : Alex van Warmerdam
- Photographie : Marc Felperlaan
- Musique : Vincent van Warmerdam
- Production : Patricia McMahon, Ton Schippers, Alex van Warmerdam et Marc van Warmerdam
- Pays d'origine : Pays-Bas
- Format : Couleurs
- Genre : comédie dramatique
- Date de sortie : 1996

## Distribution
- Henri Garcin : Van Tilt
- Ingeborg Elzevier : Mw. van Tilt
- Khaldoun Alexander Elmecky : Cremer
- Margo Dames : l'hôtesse
- Frans Vorstman : Loohman
- Peter Blok : De Vos
- Jack Wouterse : le jardinier
- Alex van Warmerdam : De Smet
- Annet Malherbe : une femme ordinaire
- Susan Visser : la prostituée dans le parc
- Johan Simons : le paysan rustre
- Saskia Rinsma : Carla
- Walter Crommelin : l'organiste